# Coming Up (Lied)
Coming Up (englisch für „kommt hoch“ oder „Demnächst in diesem Kino“) ist ein Lied des britischen Musikers Paul McCartney, das 1980 als Single A-Seite veröffentlicht wurde. Die B-Seite enthält eine Liveversion mit seiner Band Wings, die in den USA bei den Radiostationen favorisiert wurde. Es war die siebte Singleveröffentlichung von Paul McCartney nach der Auflösung der Band The Beatles, die Platz eins in den US-amerikanischen Charts erreichte.

## Hintergrund
Die Studiofassung von Coming Up nahm Paul McCartney in seinen Heimstudios in Peasmarsh, Sussex, und High Park Farm, Schottland, während des Sommers 1979 auf. McCartney spielte sämtliche Instrumente, wie üblich beginnend mit dem Schlagzeug und dann dem Bass, ein und war für die Produktion verantwortlich. Er kehrte damit zu einer Arbeitsweise zurück, die er bei der Aufnahme seines ersten Soloalbums McCartney praktiziert hatte. Die Sessions waren experimentell und nicht für eine kommerzielle Veröffentlichung gedacht. Paul McCartney sagte über die Entstehung des Liedes: „Ich habe es ursprünglich auf meiner Farm in Schottland aufgenommen. Ich bin jeden Tag ins Studio gegangen und habe einfach mit einem Drum-Track angefangen. Dann habe ich es Stück für Stück aufgebaut, ohne eine Ahnung zu haben, wie der Song werden würde. Nachdem ich die Schlagzeugspur aufgenommen hatte, fügte ich Gitarren und Bass hinzu und baute den Backing-Track auf. Dann dachte ich: ‚Na gut, was mache ich für die Stimme?‘ Ich habe mit einer Maschine mit variabler Geschwindigkeit gearbeitet, mit der Sie Ihre Stimme beschleunigen oder ein wenig verringern können. So entstand der Stimmklang.“
Coming Up wurde ursprünglich als ein Stück aufgenommen, das mehr als fünfeinhalb Minuten dauert, wurde dann aber überarbeitet und neu abgemischt, um es kommerzieller zu gestalten. Nur wenige Tage vor seinem Tod äußerte sich John Lennon positiv über den Song. Er hatte es im Sommer 1980 während eines Urlaubs auf den Bermudas gehört. Lennon sagte: „Jemand fragte mich, was ich von Pauls letztem Album halte, und ich machte eine Bemerkung, als ob ich dachte, er sei deprimiert und traurig. Aber dann wurde mir klar, dass ich mir das ganze verdammte Ding nicht angehört hatte. Ich mag einen Track – den Hit 'Coming Up', den ich für ein gutes Stück Arbeit hielt.“
McCartney behauptete später, dass „Coming Up“ dazu beigetragen habe, Lennon nach seiner fünfjährigen Abwesenheit von der Öffentlichkeit wieder musikalisch (etwa beim Album Double Fantasy) zu reaktivieren.
Am 17. Dezember 1979 nahmen Paul McCartney und die Wings eine Liveversion des Stücks bei einem Konzert in Glasgow auf. Diese Livefassung kam auf die B-Seite der Single.
In den Vereinigten Staaten und Kanada erreichte die Single den ersten Platz der Charts. In Großbritannien kam sie auf Platz 2, in Deutschland auf Platz 11. Da in den USA überwiegend die Liveversion im Radio gespielt wurde, ist Coming Up somit die letzte Wings-Single und auch ihr letzter Nummer-eins-Hit. Ein leitender Angestellter von Columbia Records, der US-amerikanischen Schallplattenfirma von McCartney, erklärte den Wechsel mit den Worten: „Amerikaner mögen den Klang von Paul McCartneys echter Stimme.“ McCartney sagte dazu: „Ich dachte immer, dass die Single die Solo-Version sein würde. Die Live-Version auf der B-Seite der Single wurde am letzten Abend der Tour in Glasgow aufgenommen. In Amerika griffen viele der Discjockeys der Top-40-Sender diese Seite auf und so wurde es zur A-Seite in den Staaten. Es ist die B-Seite im Rest der Welt.“
Die Single wurde von der RIAA mit einer Goldenen Schallplatte ausgezeichnet, für mehr als eine Million verkaufter Exemplare in den USA.

## Musikvideo
Für das Lied wurde ein aufwendiges Musikvideo unter der Regie von Keith McMillan produziert. In diesem Video ist eine scheinbar aus zwölf Personen bestehende Band, die laut der Beschriftung auf der Bassdrum den Namen „The Plastic Macs“ trägt, zu sehen, wie sie Coming Up spielt. Durch einen Filmtrick war es möglich, dass Paul McCartney zehn dieser Musiker spielte. Linda McCartney spielte zwei Rollen. Während die meisten Figuren rein fiktiv waren, nannte Paul McCartney zwei reale Personen, die er im Video verkörperte: Hank Marvin (den Gitarristen der Band The Shadows) und Ron Mael (Keyboards) der Band Sparks. Außerdem spielte er sich selbst als „Beatles-Paul“ von 1964 mit seinem Höfner-Violinbass.
Die Erstausstrahlung des Videos war am 17. Mai 1980 in der Comedy-Show Saturday Night Live.

## Aufnahme

### Studioversion
Die Studioversion von Coming Up wurde von Paul McCartney im Juni und Juli 1979 in seinen Heimstudios High Park Farm, Peasmarsh, Sussex und Spirit Of Ranachan Studio, Campbeltown mit ihm als Produzenten aufgenommen. McCartney war ebenfalls Toningenieur der Aufnahmen. Die Abmischung mit dem Toningenieur Eddie Klein erfolgte im September 1979 in den Londoner Abbey Road Studios.
Besetzung:
- Paul McCartney: Gesang, E-Gitarre, Bassgitarre, Elektrisches Klavier, Synthesizer, Schlagzeug, Perkussion, Tamburin

### Liveversion
Die Liveversion von Coming Up wurde am 17. Dezember 1979 bei einem Konzert in Glasgow eingespielt. Geoff Emerick war der Toningenieur der Liveaufnahme.
Besetzung:
- Paul McCartney: Gesang, Bassgitarre
- Linda McCartney: Keyboard, Hintergrundgesang
- Denny Laine: E-Gitarre, Hintergrundgesang
- Laurence Juber: E-Gitarre
- Steve Holley: Schlagzeug
- Howie Casey: Saxofon
- Thaddeus Richard: Saxofon
- Steve Howard: Trompete

## Coverversionen
Es gibt über 20 Coverversionen von Coming Up. Es haben unter anderen Hanne Boel, Laurence Juber, und John Pizzarelli feat. Michael McDonald das Lied interpretiert.

## Veröffentlichung
- Am 11. April 1980 (USA: 14. April 1980) erschien die Single Coming Up / Coming Up (Live in Glasgow) – Lunchbox/Odd Sox.[5] In den USA wurde dem Album die nur einseitig abspielbare 7″-Vinyl-Single Coming Up (Live in Glasgow)[6] dem Album McCartney II beigelegt. Das bisher unveröffentlichte Lied Lunchbox/Odd Sox stammt von den Aufnahmesessions zum Album Venus and Mars. In den USA wurden Promotion-12″-Vinyl-Singles[7] an Radiostationen verteilt, auf der die Live- und die Studioversion enthalten sind; die Promotion-7″-Vinyl-Single[8] enthält auf beiden Seiten die Studioversion. In Brasilien wurde die Single im 12″-Format mit der A-Seite Coming Up (Live in Glasgow) veröffentlicht.[9]
- Am 16. Mai 1980 wurde das Album McCartney II veröffentlicht, das die Studioversion von Coming Up enthält.
- Am 13. Juni 2005 wurde das Album Twin Freaks veröffentlicht, das eine remixte Version von Coming Up enthält.
- Im Juni 2011 wurde McCartney II, zum zweiten Mal remastert, von dem Musiklabel Hear Music / Concord Music Group als Teil der Paul McCartney Archive Collection veröffentlicht. Die Special Edition enthält Coming Up [Live At Glasgow, 1979].[10] Die Deluxe Edition beinhaltet darüber hinaus noch die fünfeinhalbminütige Coming Up [Full Length Version], das Musikvideo sowie die drei Videos: Coming Up – Live at Concert for the People of Kampuchea – 29 December 1979, Coming Up – Taken from a rehearsal session at Lower Gate Farm, 1979 und Making the Coming Up Music Video.[11]
- Die Livefassung von Coming Up befindet sich auf den US-Versionen der Kompilationsalben All the Best! (1987) und Wingspan: Hits and History (2001). Eine weitere Liveversion des Liedes, die eine zusätzliche Strophe enthält, erschien auf dem Album Concerts for the People of Kampuchea (1981). Das Stück gehörte während mehrerer Tourneen zum Repertoire von Paul McCartney und weitere Liveversionen erschienen auf den Alben Tripping the Live Fantastic (1990) und Back in the U.S. (2002) beziehungsweise Back in the World (2003), auf dem Vinylalbum von Amoeba Gig (2019) sowie auf dem Kompilationsalbum Knebworth (1990)[12].
- Coming Up erschien am 2. November 1987 auf dem Kompilationsalbum All the Best! (US-Version: Liveversion), am 7. Mai 2001 auf Wingspan: Hits and History (US-Version: Liveversion) und am 10. Juni 2016 auf Pure McCartney (Studioversion).
- Am 2. Dezember 2022 wurde die Singlebox The 7″ Singles Box veröffentlicht, die auch Coming Up enthält.

## Auszeichnungen für Musikverkäufe
| Land/Region                  | Auszeichnungen für Musikverkäufe (Land/Region, Auszeichnung, Verkäufe) | Verkäufe  |
| ---------------------------- | ---------------------------------------------------------------------- | --------- |
| Vereinigte Staaten (RIAA)    | Gold                                                                   | 1.000.000 |
| Vereinigtes Königreich (BPI) | Silber                                                                 | 250.000   |
| Insgesamt                    | 1× Silber · 1× Gold ·                                                  | 1.250.000 |